# Slaget vid Kasserinepasset
Slaget vid Kasserinepasset var en fältslag som ägde rum under fälttåget i Tunisien i andra världskriget i februari 1943. Det utkämpades kring Kasserinepasset, en 3,2 km bred lucka i Dorsalkedjan av Atlasbergen i västcentrala Tunisien. Axelmakternas styrkor, ledda av fältmarskalk Erwin Rommel, var i första hand från Afrikakårens anfallsgrupp, delar av den italienska Centauro Pansardivisionen och två pansardivisioner från 5. Panzerarmee. De allierade styrkorna kom från den amerikanska arméns andra armékår under befäl av generalmajor Lloyd Fredendall, och den 6:e brittiska pansardivisionen under befäl av generalmajor Charles Keightley, vilket var en del av den 1:a brittiska armén under befäl av generallöjtnant Kenneth Anderson.
Slaget var det första storskaliga mötet mellan amerikanska och tyska-italienska styrkor under andra världskriget, där de relativt oprövade och dåligt ledda amerikanska trupperna led svåra förluster och slogs tillbaka över 80 km från sina positioner väster om Faidpasset under slagets första dagar. Den amerikanska andra kåren förstärktes av brittiska reserver varefter de amerikanska trupperna samlades och försvarade utgångarna genom bergspassen i västra Tunisien, och förhindrade därigenom axelmakternas offensiva planer. Efter slaget genomgick den amerikanska armén en stor omorganisering. När amerikanerna och tyskarna möttes på nytt, i vissa fall bara några veckor senare, slogs de amerikanska styrkorna betydligt bättre.